# Rafael Esteban Poullet
Rafael Esteban Poullet (El Puerto de Santa María, Cádiz, 1935 - Ibíd., 2012) fue un pintor y cineasta español. 
Fue director de la revista literaria Tertulia. En 1961 fue uno los fundadores de la Agrupación Cultural "Medusa" de El Puerto de Santa María. Como cineasta participó en el certamen Giraldilla de Sevilla, en 1967, obteniendo el segundo premio Giralda de Bronce y el primer premio Copa gobernador civil, con la película El cuento de los juguetes abandonados. Al año siguiente repite el mismo premio con el filme Petit Cheri. 
Realizó también las películas: ¿Dónde está Beethoven?, Concierto para una sola voz, Circo y La estela de Ulises.
Hombre polifacético, pintor, poeta, guionista. Sus influencias estéticas variaban desde Picasso a Pasolini. La biblioteca municipal de su ciudad natal lleva su nombre en un ejercicio de recuerdo a su figura, que se caracterizó por su protección al arte y la cultura en su municipio desde varias plataformas y asociaciones como El Ermitaño, o Plastilírica. 
Escribió la Novela "Yo Juan, el discípulo amado".

## Obras
- El lecho pródigo: poemas del amor gozoso (2008).